# Cheilotrichia (Empeda) tanneri
Cheilotrichia (Empeda) tanneri is een tweevleugelige uit de familie steltmuggen (Limoniidae). De soort komt voor in het Neotropisch gebied.